# Andersson
Andersson je priimek več znanih oseb, večinoma švedskega rodu:
- Agneta Andersson, kanuistka
- Åke Andersson, hokejist
- Åke Andersson, nogometaš
- Åke Andersson, spidvejist
- Anders Andersson, nogometaš
- Anders Andersson, hokejist
- Anders Andersson, športni strelec
- Benny Andersson, glasbenik
- Brigita Andersson (*1935), igralka
- Conny Andersson, dirkač Formule 1
- Daniel Andersson (1888—1920), pesnik
- Frank Andersson (*1965), rokoborec
- Fredrik Andersson, hokejist
- Gunnar Andersson, boksar
- Gunnar Andersson, dirkač
- Gunnar Andersson, hokejist
- Gunnar Andersson, dirkač rallyja
- Gunnar Andersson, nogometaš
- Harriet Andersson (*1932), igralka
- Jan-Olof Andersson, švedski pevec
- Jonas Andersson, lokostrelec
- Karl Johan Andersson (1827—1867), raziskovalec Afrike
- Kent Andersson (1933—2005), igralec, dramaturg in režiser
- Kent Andersson (1942—2006), motociklist
- Kent-Erik Andersson, hokejist
- Kenneth Andersson, hokejist
- Kenneth Andersson, tenisač
- Kim Andersson (*1982), rokometaš
- Leif Andersson, astronom (Leif Erland Andersson)
- Leif Andersson, biatlonec
- Leif Andersson, geokemik
- Leif Andersson, hokejist
- Leif Andersson, hokejist
- Leif Andersson, nogometni trener
- Leif Andersson, novinar
- Leif Andersson, politik
- Magdalena Andersson, švedska političarka
- Mikael Andersson (*1959), hokejist
- Mikael Andersson (*1966), hokejist
- Mikael Andersson, nogometaš
- Nicke Andersson, švedski rock glasbenik: pevec, kitarist, bobnar
- Niklas Andersson (*1971), hokejist
- Niklas Andersson (*1986), hokejist
- Peter Andersson (*1962), hokejist
- Peter Andersson (*1965), hokejist
- Peter Andersson (*1991), hokejist
- Peter Andersson, skladatelj
- Roy Andersson (*1943), švedski filmski režiser
- Sten Sture Andersson (1923—2006), švedski politik
- Sture Andersson, hokejist
- Ulf Andersson (*1951), švedski šahovski velemojster
- Ulla Andersson (tudi Ulla Agneta Jones) (*1946), švedska fotografinja, igralka, pevka, kantavtorica